# Karlheinz Drechsel

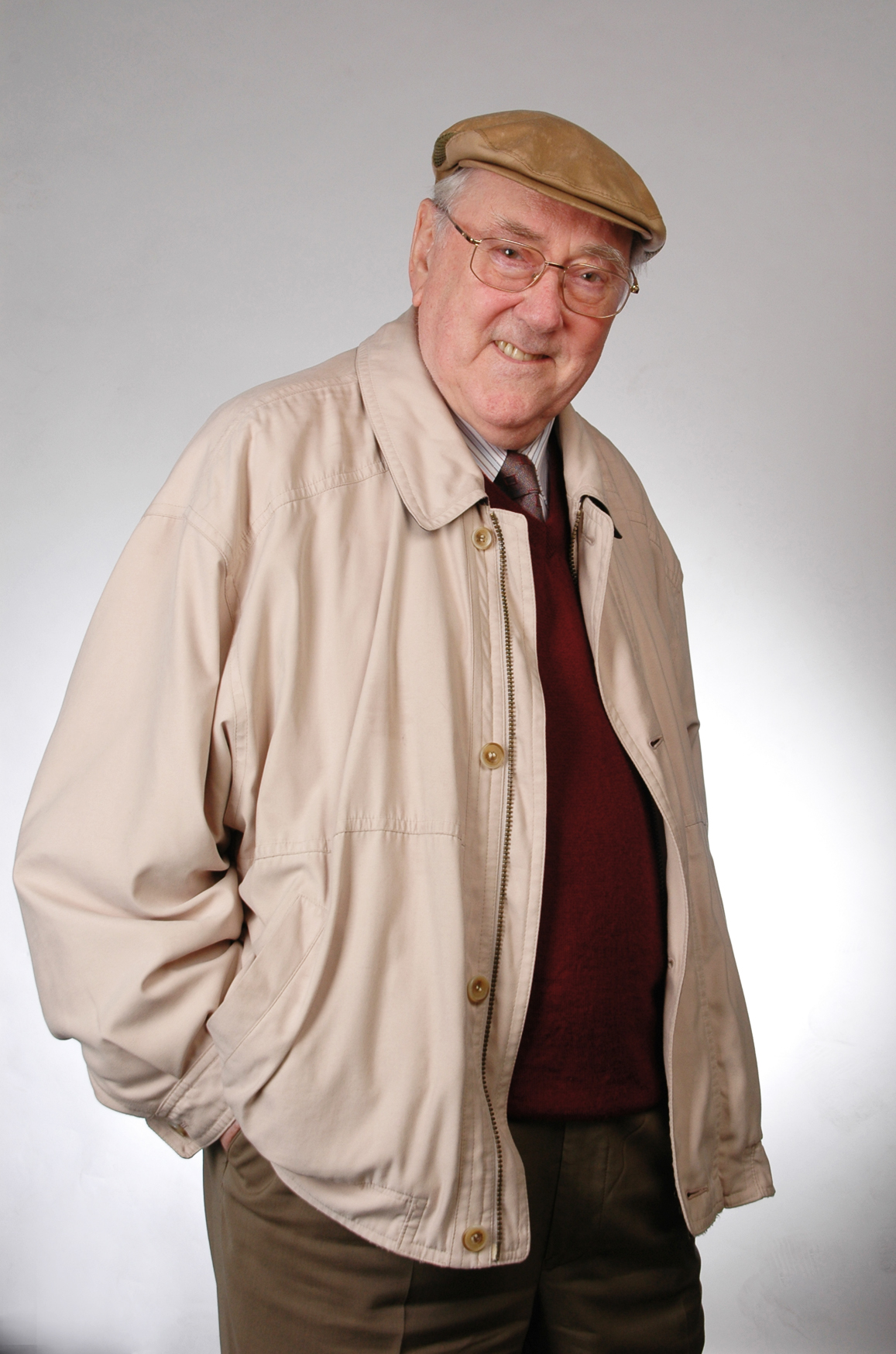
Karlheinz Drechsel (2014)

Karlheinz Drechsel (* 14. November 1930 in Dresden; † 5. Oktober 2020 in Berlin) war ein deutscher Musikjournalist und Jazzmusiker. Der als Dr. Jazz bekannte Drechsel moderierte von 1959 bis 1991 die Sendung Jazz Panorama und war einer der Gründungsväter des Dixielandfestivals in Dresden.

## Leben und Wirken
Inspiriert von seinem älteren Bruder spielte Drechsel ab 1946 in verschiedenen Dresdner Swingformationen und gründete im selben Jahr einen Jazz-Zirkel in der Stadt. Direkt nach dem Abitur begann er 1949 seine Ausbildung beim Rundfunk der DDR, wo er zunächst als Regieassistent tätig war. Wegen seiner Vorliebe für amerikanische Musik und „Kontakten zu Westbürgern“ (Stasi-Jargon) wurde er 1952, offiziell „aus Reorganisationsgründen“, entlassen.
1956 wurde Drechsel Schlagzeuger der Elb Meadow Ramblers und gehörte zu den Gründern der Dresdner „Interessengemeinschaft Jazz“. Diese Gemeinschaft leitete er, bis sie 1957 im Zusammenhang mit dem Prozess gegen Reginald Rudorf verboten wurde.
Ab 1958 war er erneut beim Rundfunk in Ost-Berlin tätig, wo er hauptamtlich Hörspiele und Radio-Features inszenierte. Der Medienhistoriker Patrick Conley hebt Drechsels Features als gelungene Beispiele hervor, „in denen Musik mehr bedeutet als eine akustische Auflockerung oder den Hinweis auf einen Szenenwechsel“. Daneben gestaltete Karlheinz Drechsel eigene Jazzsendungen; 1959 startete seine wöchentliche Sendung Jazz Panorama, die (zunächst im Deutschlandsender) bis 1991 lief; später kam einmal im Monat Die Jazznacht beim Berliner Rundfunk dazu. Daneben moderierte er Konzerte und hielt hunderte Vorträge für die Anerkennung des Jazz in der DDR.

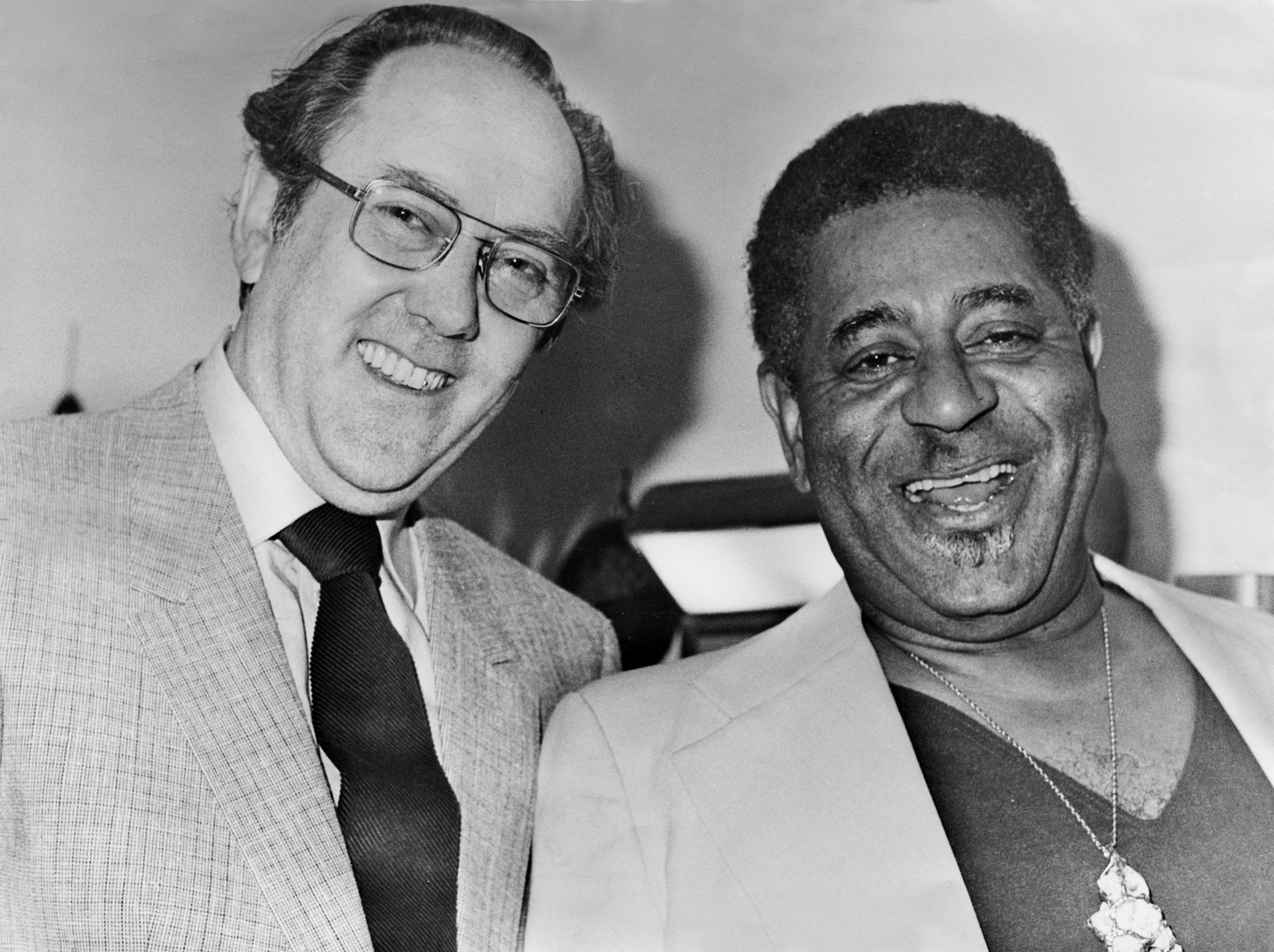
Karlheinz Drechsel mit Dizzy Gillespie am 9. Mai 1981 in der Volksbühne Berlin anlässlich der 5. Jazzbühne

Im Jahre 1964 begründete er in Berlin das erste Amateur-Jazzfestival der DDR. Ein Jahr später in Dresden organisierte er die ersten Repräsentativ-Konzerte des modernen DDR-Jazz (bis zu deren Verbot 1968). Er gestaltete mit dem Leo-Wright-Quintett, das er in die DDR holte, die erste Jazz-Sendung beim DDR-Fernsehen (DFF). Drechsel half 1965 bei der Organisation der legendären Louis-Armstrong-Tournee in der DDR, die er als Moderator begleitete. Ebenso begleitete er die erste Tournee von Albert Mangelsdorff durch die DDR.
Im Jahr 1971 entstand auf seine Initiative das Internationale Dixieland Festival Dresden, in dem er bis 2018 als Moderator mitwirkte. 1977 war er an der Einrichtung der Festivalreihe Jazzbühne Berlin beteiligt, einer bis 1989 bestehenden Konzertreihe mit DDR- und internationalen Jazzmusikern, die er auch moderierte.
Von 1968 bis 1974 studierte Drechsel Kultur- und Theaterwissenschaft als Grundlage für seinen Beruf als Hörspiel-Regisseur. Er diplomierte 1975 zum Thema „Über die kulturpolitische und künstlerische Spezifik des Jazz“. Er veröffentlichte mehrere Bücher über den Jazz und schrieb auch für Fachzeitschriften wie Melodie und Rhythmus.
Nach der Wende (1989) wirkte Karlheinz Drechsel auch in den alten Bundesländern als Jazz-Moderator: beim Jazzfestival Braunschweig, Hot Jazz Meeting in Hamburg, Jazzfestival Hameln und bei Jazz in den Mai in Mülheim/Ruhr. In den neuen Bundesländern war er verantwortlich für Aufbau, Gestaltung und Moderation der Konzertreihen Jazz im Gewandhaus (Leipzig) und des Internationalen Jazzfestivals in Wittenberge/Elbe.
Drechsel erhielt 1989 eigene Rundfunksendungen bei den Kulturprogrammen des (später gegründeten) MDR und ORB sowie beim späteren Gemeinschaftsprogramm von SFB und ORB Radio Kultur. Im Jahr 1991 übernahm er die künstlerische Leitung und die Moderation des internationalen Jazzfestivals Velbert.
Drechsel war Mitbegründer (1992) des Berliner Jazz Treff Karlshorst e. V. Bis 1997 war er dessen 1. Vorsitzender und seit 1997 Ehrenvorsitzender.
Im Januar 2004 wurde Karlheinz Drechsel für seine Verdienste um den Jazz mit dem Bundesverdienstkreuz am Bande sowie im selben Jahr mit der erstmals vergebenen Ehrenmedaille der Landeshauptstadt Dresden ausgezeichnet.
Sein Sohn Ulf Drechsel, der als Jazzredakteur beim rbb Kulturradio tätig ist, initiierte Drechsels Autobiografie, die in Form von Gesprächen entstand.
Karlheinz Drechsel lebte in Berlin-Adlershof. Er starb 2020 kurz vor seinem 90. Geburtstag nach einer COVID-19-Infektion in einem Berliner Krankenhaus und fand seine letzte Ruhestätte auf dem Friedhof Adlershof.

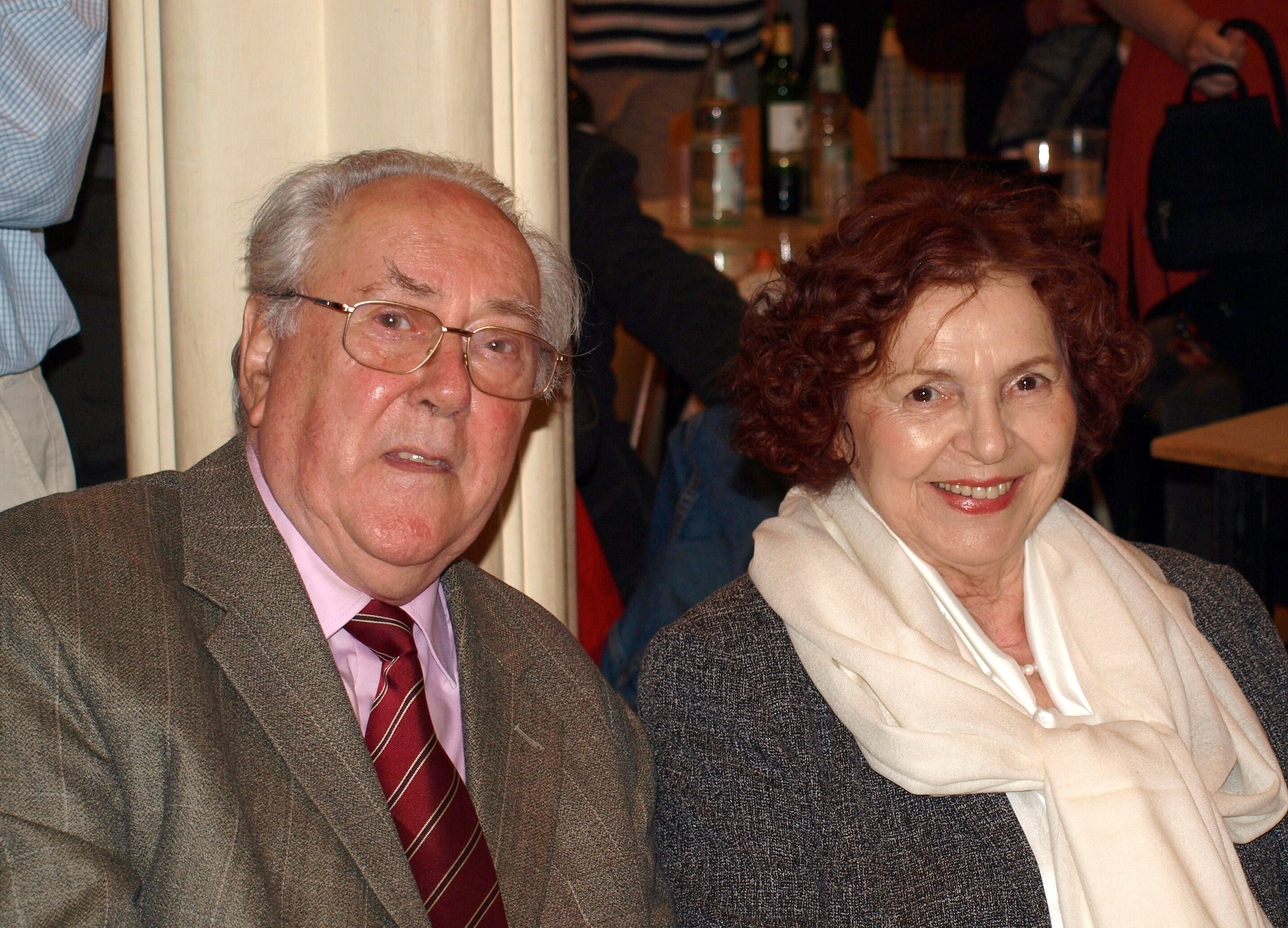
Karlheinz Drechsel mit Frau Annemarie (2012)

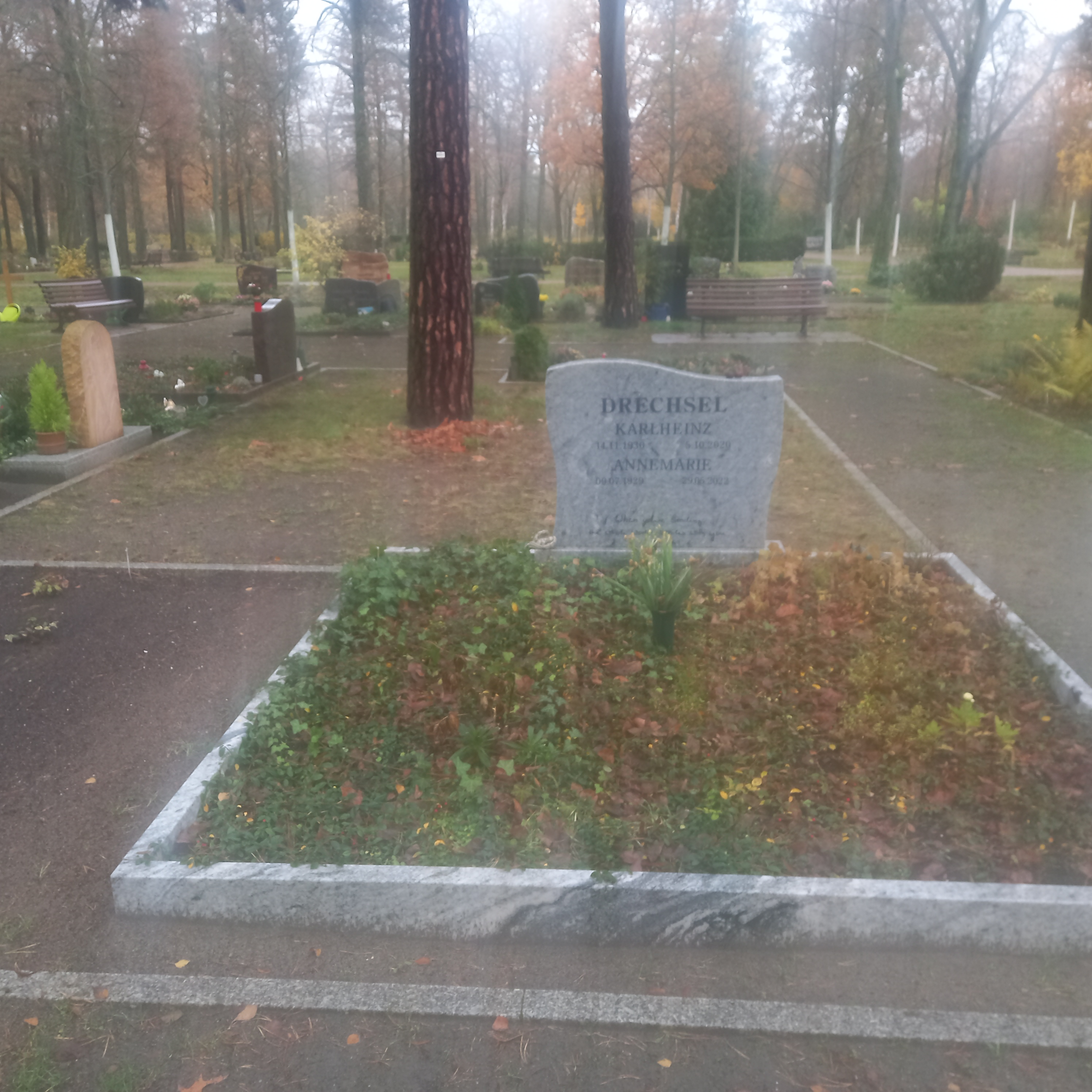
Das Grab von Karlheinz Drechsel und seiner Ehefrau Annemarie auf dem Friedhof Adlershof in Berlin